# Rudolf Bierey

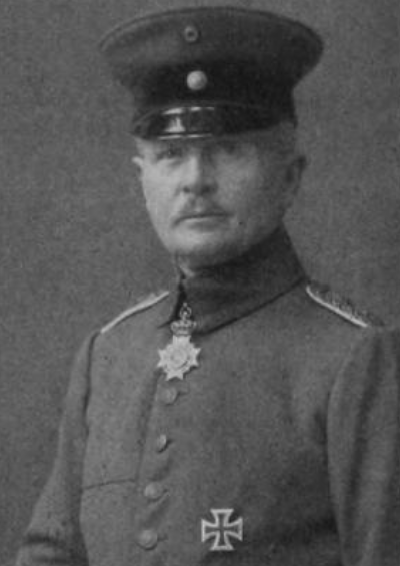
Rudolf Bierey

Rudolf Bierey (* 20. November 1866 in Dresden; † 30. März 1946 in Dresden-Weißer Hirsch) war ein sächsischer Oberst, Freikorpsführer und Träger des Kommandeurkreuz des Militär-St.-Heinrichs-Ordens.

## Leben

### Herkunft
Bierey entstammte einer bekannten bürgerlichen Familie und war Sohn des Dresdner Stadtrats und Schriftsteller Emil Bierey. Einer der bekanntesten Vertreter der Familie war der sächsische Komponist und Kapellmeister Gottlob Benedict Bierey.

### Militärkarriere
Er besuchte seit Ostern 1876 das Vitzthumsche Gymnasium in Dresden, wo einiger seiner Klassenkameraden unter anderem Otokar von Bradsky-Laboun, Daniel Vorländer und Georg von Arnswaldt waren. 1884 wechselte er in eine Privatanstalt. Er trat 1886 als Soldat in die sächsische Armee ein und avancierte schon im selben Jahre zum Fähnrich. In den folgenden Jahren wurde er 1887 zum Leutnant, 1893 zum Oberleutnant und am 29. März 1900 zum Hauptmann im 4. Feld-Artillerie-Regiment Nr. 48 befördert. 1902 wurde er in das 1. Feldartillerie-Regiment Nr. 12 versetzt. Er wurde am 9. Dezember 1907 zum Major ohne Patent befördert und diente 1908 als Kommandeur der 2. Abteilung des 7. Feld-Artillerie-Regiments Nr. 77. Das Patent zum Major erhielt er am 17. Juni 1910. Er diente 1914 beim Stabe des 3. Feldartillerie-Regiment Nr. 32.

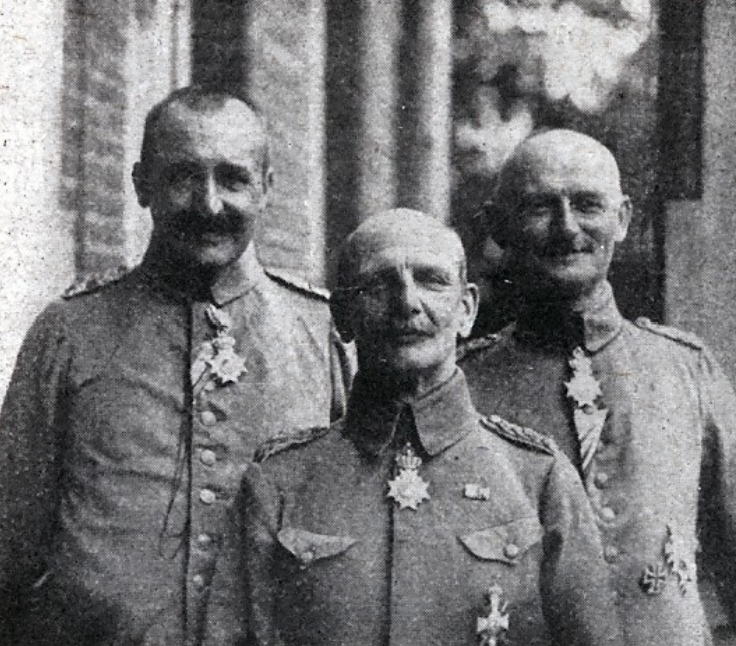
Georg von Carlowitz, Rudolf Bierey und Emil Fürstenau nach Verleihung des Kommandeurkreuz II. Klasse des Militär-St.-Heinrichs-Ordens

Nach Ausbruch des Ersten Weltkrieges diente er 1915 als Oberstleutnant und Kommandeur des Königlich-Sächsischen Reserve-Feldartillerie-Regiment Nr. 40 und führte sein Regiment während der Herbstschlacht in der Champagne, wo sein Regiment erhebliche Verluste erlitt. Er konnte aus den verbliebenen Teilen des Regiments neue Verbände errichten, welche er weiter in der Schlacht führte. Er wurde für diese Verdienste am 29. Oktober 1915 mit dem Ritterkreuz des Militär-St.-Heinrichs-Ordens ausgezeichnet. Bei der Schlacht an der Somme nahm sein Regiment im Abschnitt Guillemont teil. Er wurde schließlich an einen anderen wichtigen Abschnitt versetzt, wo er zahlreiche Angriffe der englischen Armee mit seinen 12 Feldbatterien abwehren konnte. Nachdem sein Unterstand im September 1917 von gegnerischem Feuer getroffen, weshalb bei zahlreichen Verwundeten Erste Hilfe geleistet werden konnte. Trotzdem konnte er weitere Angriff der englischen Armee zurückhalten und somit die Stellung der 8. Infanterie-Division unter Generalleutnant Arthur Hamann halten. Er wurde deshalb am 23. Oktober 1916 mit dem Kommandeurkreuz II. Klasse des Militär-St.-Heinrichs-Ordens ausgezeichnet. Er wurde im weiteren Verlaufe des Krieges noch als Artilleriekommandeur der 219. Infanterie-Division (10. Königlich Sächsische) unter Generalmajor Alfred von Kotsch verwendet und diente zuletzt als Artilleriekommandeur 32 der 32. Division (3. Königlich Sächsische).
Er schied nach Kriegsende als Oberst aus der Armee aus. Während des Kapp-Putsches stellte er mit Oberst a. D. Oskar Schieblich und Oberstleutnant a. D. Hermann Bramsch in Leipzig das sogenannte Zeitfreiwilligen-Regiment Leipzig auf und führte dieses durch die heftigen Straßenkämpfe.

### Familie
Er heiratete Leonie Jansen und bekam mit ihr mindestens eine Tochter, Elisabeth (* 25. Juni 1898 in Pirna, Sachsen; † unbekannt in Wiesbaden), welche den deutschen Verleger Hellmuth von Hase heiratete.

## Werke
- Das Kgl. Sächs. Res.-Feldartillerie-Regiment Nr. 40. Buchdruck der Wilh. u. Bertha v. Baensch Stiftung, 1927